# Conirostrum
A Conirostrum a madarak osztályának verébalakúak (Passeriformes) rendjébe és a tangarafélék (Thraupidae) családjába tartozó nem.

## Rendszerezésük
A nemet Alcide d’Orbigny és Frédéric de Lafresnaye írták le 1838-ban, az alábbi fajok tartoznak ide:
- Conirostrum bicolor
- Conirostrum margaritae
- Conirostrum speciosum
- Conirostrum leucogenys
- Conirostrum albifrons
- Conirostrum binghami[1] vagy Oreomanes fraseri[2]
- Conirostrum sitticolor
- Conirostrum ferrugineiventre
- Conirostrum tamarugensis
- Conirostrum rufum
- Conirostrum cinereum

## Előfordulásuk
Dél-Amerika területén honosak. Természetes élőhelyeik a szubtrópusi és trópusi esőerdők, mangroveerdő, száraz erdők és cserjések, valamint emberi környezet. Állandó, nem vonuló fajok.

## Megjelenésük
Testhosszuk 9-14 centiméter körüli.